# Daniel Graovac
Daniel Graovac (phát âm tiếng Serbia-Croatia: [dǎniel ɡrâoʋats]; sinh 8 tháng 8 năm 1993) là một cầu thủ bóng đá Bosnia và Herzegovina thi đấu ở vị trí trung vệ cho câu lạc bộ Bosnia FK Željezničar Sarajevo mượn từ Royal Excel Mouscron

## Sự nghiệp quốc tế
Graovac ra mắt quốc tế lần đầu tiên trong trận giao hữu trước Thụy Sĩ ngày 29 tháng 3 năm 2016, khi thay Ervin Zukanović vào sân ở phút thứ 86.

## Danh hiệu
Zrinjski Mostar
- Giải bóng đá ngoại hạng Bosnia và Herzegovina (2): 2013–14; 2015–16